# Damian Ul
Damian Ul (ur. 15 stycznia 1997 w Wałbrzychu) – polski aktor filmowy i telewizyjny
Za rolę Stefka w filmie Sztuczki otrzymał nagrodę dla najlepszego aktora na 20. Międzynarodowym Festiwalu Filmowym w Tokio,  oraz nominację do Polskiej Nagrody Filmowej - Orła 2008 w kategorii: odkrycie roku.

## Filmografia

### Filmy
- 2007: Sztuczki jako Stefek

### Filmy krótkometrażowe
- 2009: Siemiany jako Andrzej

### Seriale
- 2008: Pierwsza miłość jako chłopiec-posłaniec z kwiatami dla Kingi Żukowskiej od Filipa Wojtkowicza i który potem drwił z pracy Pawła Krzyżanowskiego jako parkingowy
- 2009: Świat według Kiepskich jako mały Ferdek (odc. 321 Opowieść wigilijna)
- 2010: Na dobre i na złe jako Mirek Przybysz (odc. 426 Mały bohater)
- 2011: Licencja na wychowanie jako nastolatek/ministrant (odc. 81 Poszukiwacze utraconego czasu, odc. 82 Gość w dom)
- 2011: Hotel 52 jako Borys (odc. 37)
- 2011−2013: Głęboka woda jako Marek Adamczyk, syn Danuty i Janusza (odc. 13 i 21)
- 2014: Policjantki i policjanci jako Sławek Stermach (odc. 1)